# Gloria Pasqua-Casny
Gloria Pasqua-Casny é uma maquiadora americana. Como reconhecimento, foi nomeado ao Oscar 2014 na categoria de Melhor Maquiagem e Penteados por The Lone Ranger.